# Tururi (fibra)
Tururi é uma fibra vegetal natural, resistente e flexível, que aparece na forma de um saco fibroso que envolve os frutos da palmeira Ubuçu (Manicaria saccifera Gaertn), abundante nas várzeas da Amazônia brasileira. Por apresentar morfologia das fibras celulósicas (flexibilidade e resistência) possui aplicabilidade mercadológica diversificada, é muito utilizada na confecção de artesanatos e utilitários de moda. Sua cor natural é castanho escuro.
Antes de ser utilizada, a fibra passa por um processo de amaciamento e limpeza das impurezas através da lavagem em água corrente.
A caracterização têxtil desta através da microscopia do material fibroso, para determinação do título médio, gramatura, tração (carga, tenacidade, alongamento, resistência, módulo Young), regain, FTIR; tendo os seguintes resultados:
a) título médio da fibra 100,3±14,5 tex (CV=14,5%); 
b) tração da fibra: carga de ruptura 17,7±4,2 N (CV=23,5%); tenacidade na quebra 18±3,2 cN/tex (CV=18%); alongamento 10,5±2% (CV=20%); módulo Young 3,4±0,5 N/tex (CV=14,4%); 
c) gramatura: 182±18 g/m2 (CV=10%); 
d) espessura: 0,71±0,10 mm (CV=14%); 
e) tração da fibra: carga na ruptura: 213±93 N (CV=43%); resistência tênsil máx.: 17,6±7,8 MPa (CV=44%); alongamento na quebra: 5,9±1,0% (CV=17%); rigidez sólida/Young: 552±288 MPa (CV=52%); humidade por peso/Regain: 12,0±0,5% (CV=4,3%). 
A microscopia mostrou que o tururi possui a morfologia das fibras celulósicas, que indicam ter potencial de uso em vários tipos de produtos têxteis, moda, artesanato, compósitos a serem usados em mobiliário ou construção civil.

## Ecodesign
A consciência ambiental levou as sociedades e as indústrias a discutirem soluções para os comportamentos sociais que afetam o planeta e o meio ambiente. O ecodesign é um tipo de projeto orientado por critérios ecológicos e legislação de regulamentação, em questões sobre o meio ambiente partindo do redesenho de produtos. Abragendo também aspectos econômicos, como: redução de custos, competição empresarial, pressões do mercado, inovação, motivação de empregadores e, como ferramenta de marketing.
O ecodesign promove novos critérios de qualidade do tipo sustentáveis, socialmente aceitáveis e atrativos. O designer busca alia a atividade de criação, inteligência projetual, com o ecologicamente necessário. Com forte demanda da sociedade, a consciência ambiental vem ganhando mais espaço e sendo considerada essencial em empresas que tem um histórico poluidor, por exemplo a indústria têxtil. Além da motivação ambiental, existem diversas razões pelas quais se opta por utilizar os modelos propostos no ecodesign.

## Artesanato
Esta fibra por apresentar características de  flexibilidade e resistência das fibras celulósicas é constantemente utilizada por artesãos e população ribeirinha na região amazônida. Possuindo uma aplicabilidade mercadológica diversificada: como na forma de tecido na produção de moda; como um produto de papelaria, na forma de papel para caderno, através do casal Hilson Rabelo e Eliane Rabelo, artesãos que utilizam as "fibras da Amazônia" como o: tururi, miriti, patichuli e, a folha de bananeira. De acordo com Felícia Assmar Maia, o tururi na forma de um produto mercadológico surgiu através da criação de sacolas vendidas nos mercados regionais.